# Domenico Contarini (zm. 1071)
Domenico Contarini (zm. 1071) – doża Wenecji od 1043 do 1071.